# Christian Pampel
Christian Pampel (* 6. September 1979 in Gehrden, Deutschland) ist ein deutscher Volleyball-Nationalspieler.

## Karriere
Christian Pampel begann seine Laufbahn 1995 im baden-württembergischen Hochstetten. Nach drei Jahren im Frankfurter Internat ging er 1999 in die Bundesliga zum VfB Friedrichshafen, mit dem er 2000 Deutscher Meister wurde und das Finale der Champions League erreichte. Im folgenden Jahr nahm er mit der A-Nationalmannschaft an der EM in Tschechien teil, nachdem er mit dem VfB das Double geholt hatte. 2002 wiederholte er das Double und 2003 gewann er noch einmal den DVV-Pokal. Die darauf folgende EM in Deutschland bescherte ihm den internationalen Durchbruch, den die Fans mit der Wahl zum Volleyballer des Jahres würdigten.
Anschließend wechselte Pampel nach Italien. Dort bewährte er sich zunächst beim Zweitligisten Loreto, ehe er ein Jahr später zum Erstligisten Vibo Valentia wechselte, mit dem er unter anderem ins Finale des italienischen Pokals einzog. 2005 kam er zu Semprevolley Padua und wurde im Februar 2006 zum „Spieler des Monats“ in der italienischen Liga A1 gewählt. Für die Play-offs der griechischen Meisterschaft ging er kurzzeitig zu Olympiakos Piräus und kehrte anschließend nach Padua zurück.
Er gehörte zum Kader der deutschen Nationalmannschaft, die bei der WM 2006 in Japan den neunten Platz erreichte und bei der EM 2007 in Russland Fünfter wurde. In der Saison 2007/08 kehrte Pampel nach Friedrichshafen zurück und gewann erneut das nationale Double. Mit der Nationalmannschaft erreichte er bei den Olympischen Spielen in Peking im August 2008 den 9. Platz. Nach dem olympischen Turnier spielte er bis Dezember 2008 in Russland bei ZSK Gazprom-Ugra Surgut, danach wieder in Italien bei Copra Piacenza, wo er im Mai 2009 seinen ersten Titel außerhalb Deutschlands feiern konnte, die italienische Meisterschaft.
Danach wechselte Christian Pampel nach Südkorea zu den Gumi LIG Greaters Seoul, wo er bereits im Oktober wegen einer Schulterverletzung entlassen wurde. Ab Dezember 2009 spielte er in Katar für Al-Arabi Doha, wo er 2010, 2011 und 2012 die Meisterschaft erreichte. 2012 wurde er mit Al-Arabi außerdem asiatischer Klubmeister. 2013 wechselte er zu al-Jaish. Dort beendete er 2016 seine Profikarriere. Seit Juli 2016 ist Pampel Spielertrainer beim deutschen Drittligisten TSV Mimmenhausen in Salem, mit dem ihm in der Saison 2017/18 als Meister der Dritten Liga der Aufstieg in die Zweite Volleyball-Bundesliga gelang. 2022 wurde er mit der Mannschaft Vizemeister der 2. Bundesliga Süd.

## Privates
Christian Pampel ist verheiratet und hat eine Tochter und einen Sohn.